# Harfa (Praha)
Název Harfa se používá pro křižovatku ulice Freyovy, Poděbradské, Českomoravské a K Žižkovu v Praze-Vysočanech, u dnešní odbavovací budovy vlakového nádraží Praha-Libeň, a její okolí.

## Historie křižovatky

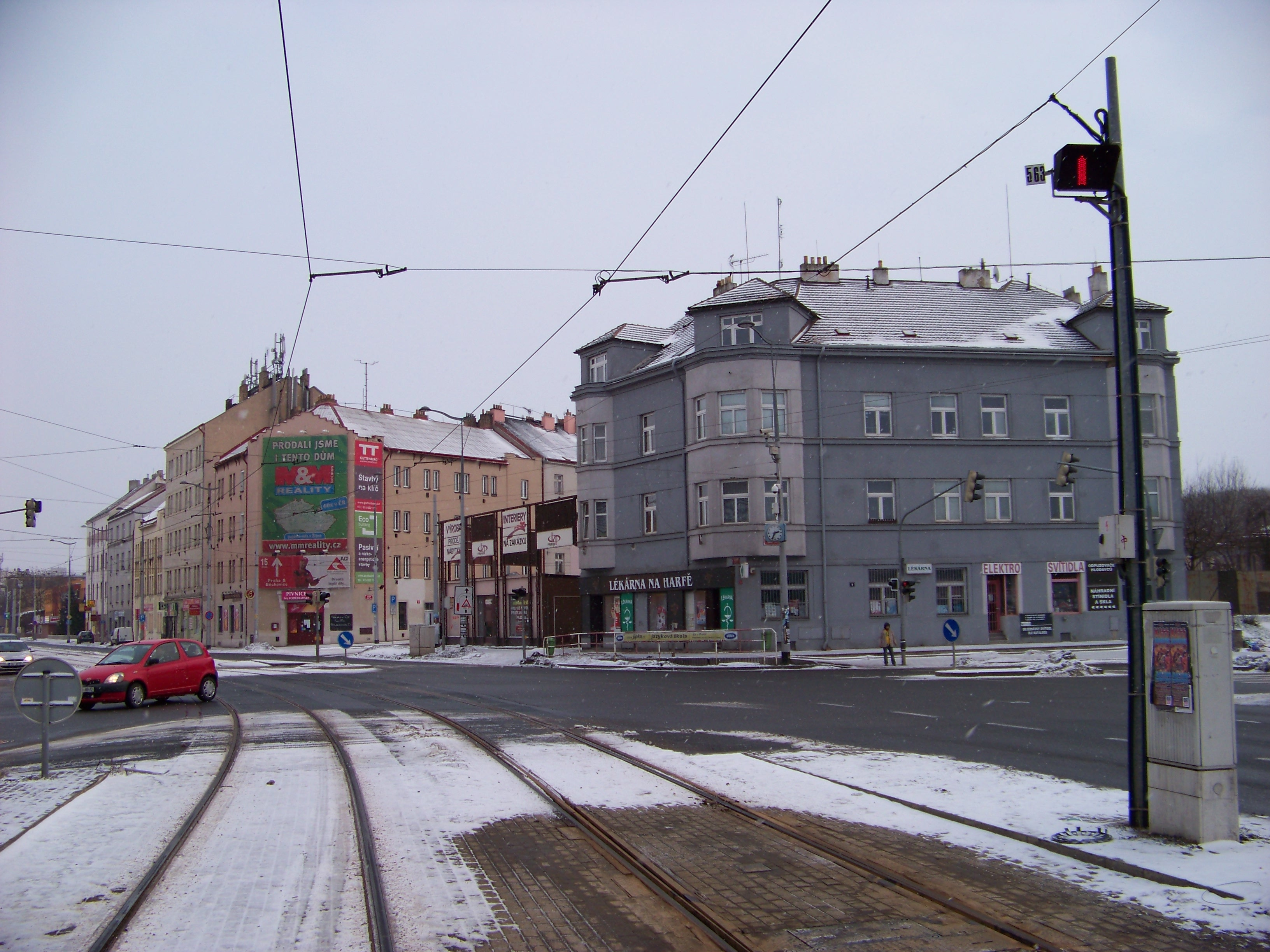
Křižovatka Harfa, směrem k ulici Poděbradská a K Žižkovu

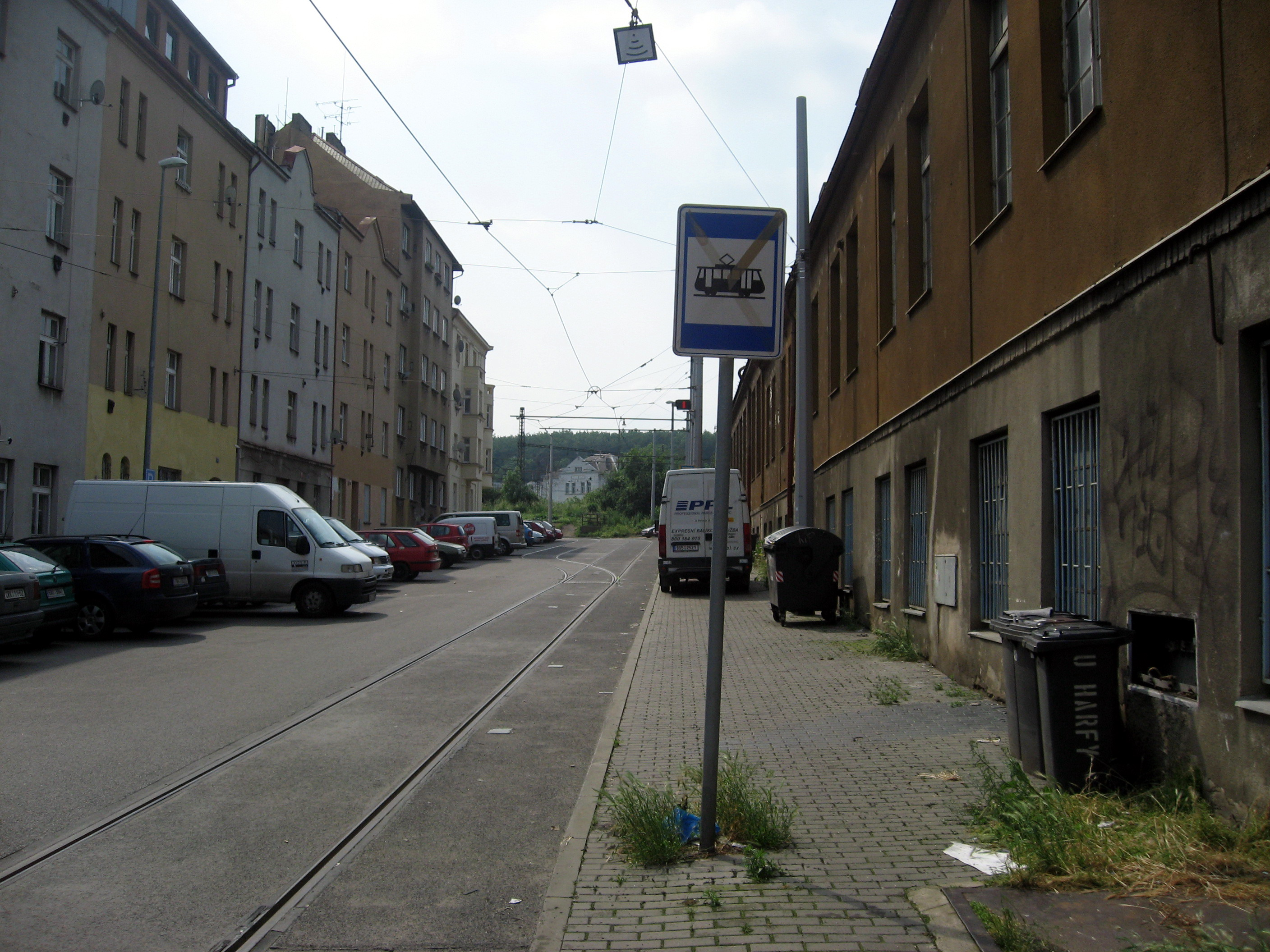
Tramvajová smyčka na Harfě

Českomoravská ulice nese svůj název již z doby svého vzniku někdy před rokem 1895, Českomoravská továrna na stroje zde vznikla roku 1871. Ulice byla součástí staré silnice od Libně na Hloubětín.
Poděbradská ulice (v letech 1906–1948 Poděbradova) je součástí staré poděbradské silnice. V minulosti zde v přímém směru navazovala na Novovysočanskou ulici, její pojetí jako pokračování Českomoravské je novější. V letech 1951–1966 vedla od Žižkova na Harfu i trolejbusová trať. Zapojení Novovysočanské, vedené již nejméně od roku 1921 esovitým podjezdem pod nádražím, do křižovatky Harfa zaniklo rozšířením nádraží v 70. letech 20. století.
Ulice K Žižkovu včetně podjezdu pod železniční tratí vznikla v 70. letech 20. století jako náhrada za přerušenou Novovysočanskou ulici, v jejíž stopě stojí nová staniční budova.
Železniční trať tudy vede od roku 1845, v té době však první stanicí po pražském nádraží (dnešním Masarykově) byly až Běchovice. Libeňské nádraží vzniklo až roku 1877, budovu mělo poblíž dnešní tramvajové zastávky Multiaréna Praha, původně neslo jen název Libeň, později Libeň státní nádraží. od roku 1923 Libeň horní nádraží, od roku 1941 Praha-Libeň horní nádraží. Nová budova stanice Praha-Libeň horní nádraží byla uvedena do provozu roku 1978, čímž se osobní část tohoto nádraží přesunula z Libně do Vysočan, roku 1985 bylo nádraží přejmenováno na Praha-Libeň.
Křižíkova tramvajová trať byla v roce 1901 dovedena až k Českomoravské továrně na stroje, kde končila před železniční vlečkou. Poté, co trať roku 1907 odkoupily Elektrické podniky král. hl. města Prahy, již v roce 1913 plánovaly prodloužení na Harfu, k němž však došlo až po první světové válce, 13. července 1925, zároveň byla původní trať zdvojkolejněna. 23. května 1931 byla trať prodloužena až do smyčky Hloubětín. Celá Českomoravská ulice prošla zásadní rekonstrukcí v letech 2003–2004 v souvislosti s výstavbou Sazka arény na pozemcích bývalého ČKD Lokomotivka pro mistrovství světa v ledním hokeji. Nová tramvajová trať byla umístěna na zvýšené těleso a z větší části zatravněna. V létě 2012 byl zrekonstruován i navazující úsek do Hloubětína.
Historie tramvajového obratiště Harfa je taková, že nejprve byl od 28. srpna 1931 do ulice U Harfy zaústěn kolejový trojúhelník, v roce 1967 byl rozšířen na blokovou smyčku, která byla zprovozněna 3. ledna 1968. V roce 1988 byly doplněny oblouky umožňující ukončení tramvají i ve směru od Hloubětína. V roce 2003 byla smyčka zcela přestavěna.

## Původ názvu

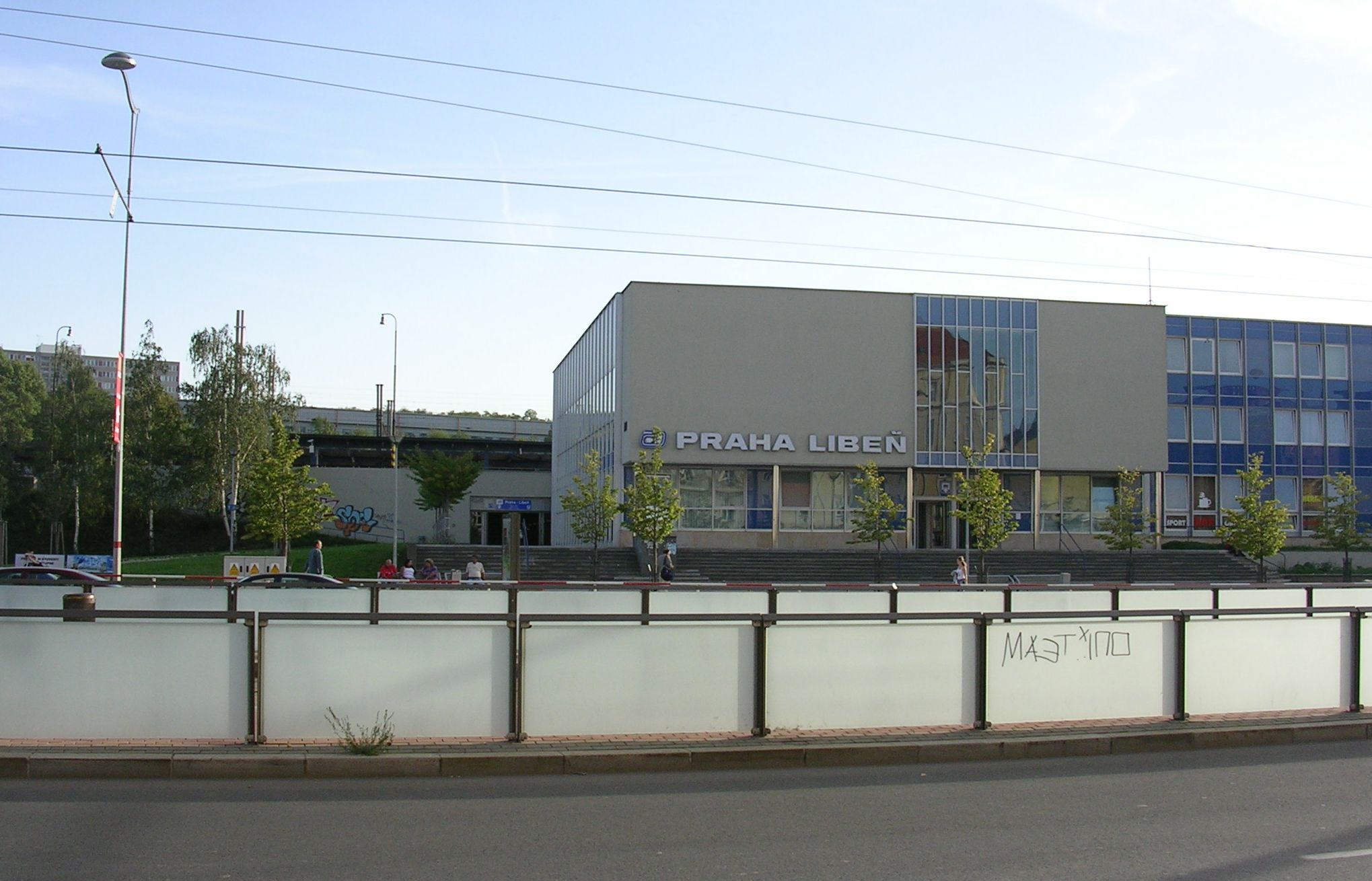
Nádraží Praha-Libeň

O původu názvu pojednává historka, která nese rysy etymologické pověsti: Zhruba v místech dnešní odbavovací budovy nádraží Praha-Libeň stávala dřevěná zájezdní hospoda. Zde prý pravidelně hrávala harfenistka. Hostinec později vyhořel, a když na jeho místě byly roku 1892 kopány základy pro činžovní dům čp. 146, nalezli prý dělníci ohořelou harfu, a proto byl prý dům postaven ve tvaru harfy a podle ní i pojmenován „Na harfě“. Dům byl zbourán v 70. letech při stavbě nové budovy nádraží.
Jiná teorie říká, že tu bylo velké seřaďovací nádraží, ze svážného pahrbku se spouštěly jednotlivé vagony a podle přehozených výhybek se rozjížděly na desítky paralelních kolejí, jak to výhybkář nastavil. Ajznboňáci tomu kolejišti říkávali harfa.[zdroj⁠?!]

## Užití názvu

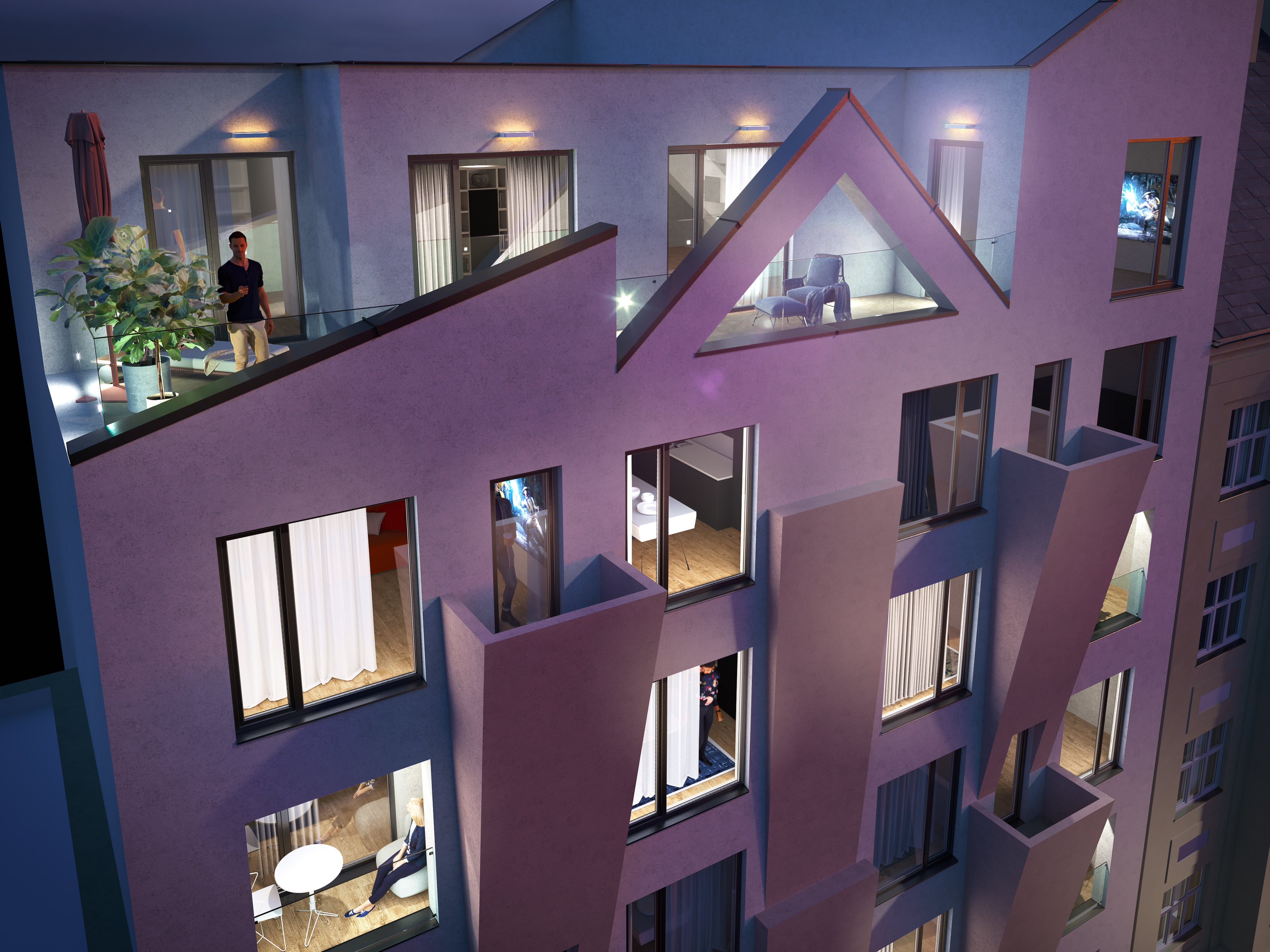
Harfa Yard, bytový dům v ulici Kovářská

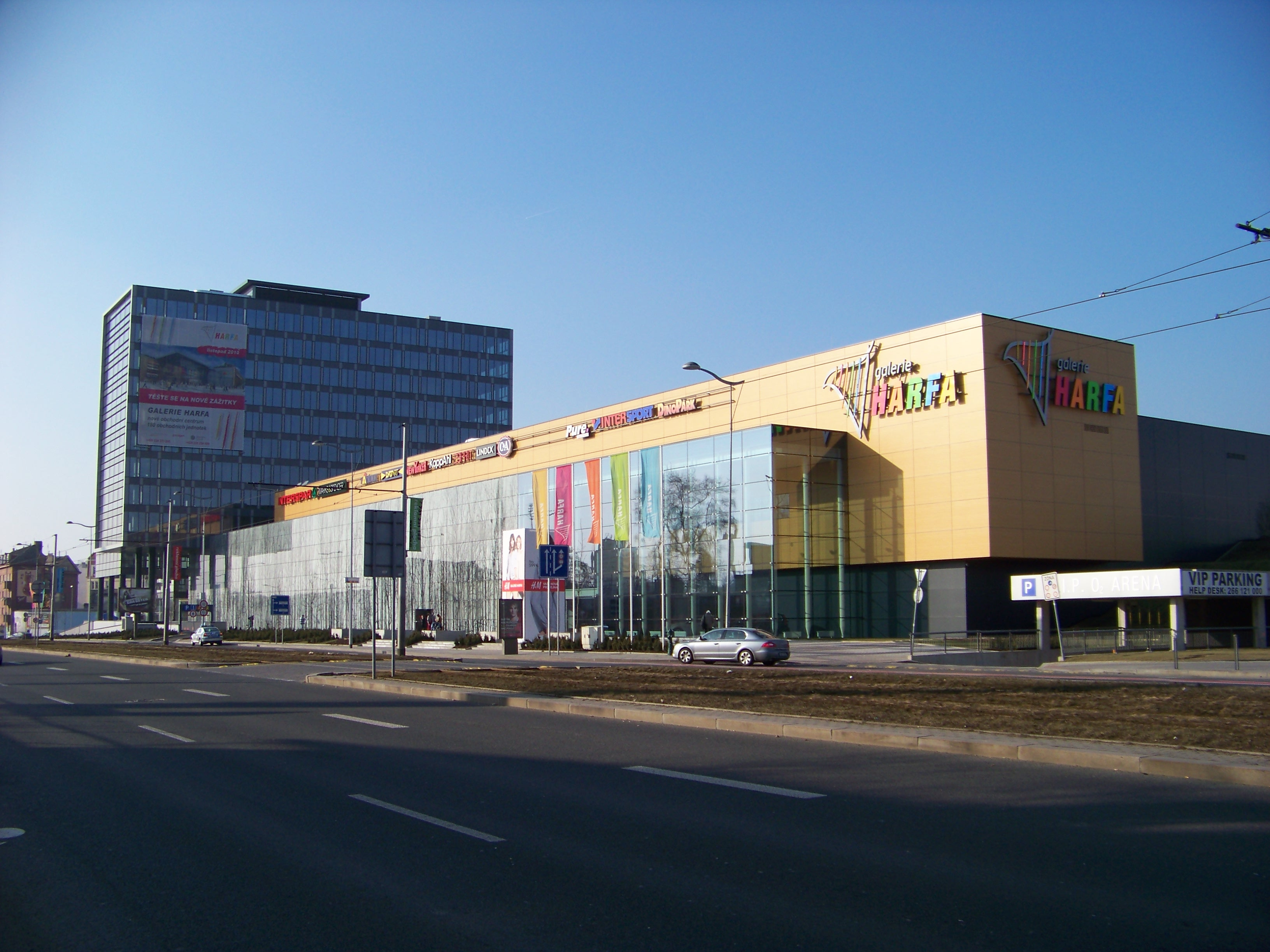
Galerie Harfa

V okolí domu vznikly také ulice Na Harfě (1925), Pod Harfou (oficiálně pojmenovaná roku 1957, název byl však užíván již dříve) a U Harfy (v 70. letech vydělena z Hrdlořezské ulice).
Název Harfa po léta nesly tramvajové a autobusové zastávky u křižovatky. K 27. březnu 2004 (ukončení výluky po rekonstrukci tramvajové tratě) byla většina z nich přejmenována na Nádraží Libeň, současně byla tramvajová zastávka ve směru do centra přemístěna za křižovatku do úrovně zastávky pro směr z centra. Název Harfa zůstal pouze občasným zastávkám v tramvajové smyčce, výstupní v ulici U Harfy a nástupní v ulici Čerpadlová.
Prodejna sportovních potřeb na nároží Freyovy a Českomoravské ulice nese název Harfasport. Průmyslový objekt na adrese Poděbradská 540/26 je provozován pod názvem společnosti Průmyslový park Harfa, a.s. Bývalá průmyslová hala při objektu Pod Harfou 993/9 se prezentuje pod názvem Hala Harfa a je využívaná pro taneční párty, filmové natáčení a kulturní akce. Necelý kilometr západně od křižovatky bylo v listopadu 2010 otevřeno obchodní centrum Galerie Harfa, se 160 obchody na třech podlažích jde o jedno z největších obchodních center v Praze. V roce 2020 v ulici Kovářská začal vznikat také nový bytový dům pod názvem Harfa Yard, na jehož vzhledu se podílel i světoznámý architekt Bořek Šípek.
V roce 2008 byl asi půl kilometru východně dokončen obytný soubor Nová Harfa. Domovní blok čp. 1181 západně od křižovatky naopak dostal pojmenování Na Zelené Harfě či Zelená Harfa.